# Kur'er
Kur'er (Курьер) è un film del 1986 diretto da Karen Georgievič Šachnazarov.
È una commedia drammatica basata su una storia di Karen Georgievič Šachnazarov. Il film è stato girato dalla Associazione creativa dei film comici e musicali presso lo studio Mosfil'm nel 1986. Nel 2020 è stato sottoposto a restauro digitale ed è apparso di nuovo sugli schermi.

## Trama
Il film è ambientato a Mosca durante gli anni ottanta. Il protagonista sedicenne, Ivan Miroshnikov, dopo il divorzio dei suoi genitori resta con la mamma. Poiché non è riuscito a superare il test d’ingresso all'università, Ivan decide di lavorare come corriere per la rivista "Domande di cognizione". Durante il suo primo giorno di lavoro gli viene richiesto di consegnare dei manoscritti al professor Kuznetzov. Lungo la strada Ivan incontra il suo amico Basin e per questo motivo arriva tardi a casa di Kuznetzov, che non apprezza la cosa. A casa del professore Ivan fa però amicizia con la figlia di lui, Katya. Durante la seconda visita lavorativa, il professore chiede a Ivan di pranzare insieme a lui e alla sua famiglia. Lui però litiga con la famiglia e viene buttato fuori di casa. Mentre se ne sta andando Katya lo ferma e promette di chiamarlo.
Presto i due iniziano a frequentarsi e a conoscere i rispettivi amici. Katya e le sue amiche provengono da famiglie intellettuali e finanziariamente sicure; gli amici di Ivan, al contrario, non sono ricchi e conducono una vita più semplice. Per questo motivo la nuova coppia ha delle difficoltà.
Un giorno, mentre Ivan e Katya si divertono a casa del professore suonando il pianoforte ad alto volume, Kuznetzov chiede a Ivan di lasciare Katya perché, secondo lui, Ivan ha una cattiva influenza su di lei. Ivan gli mente dicendo che Katya è incinta e lui ha intenzione di sposarla. Il professore gli crede mentre Katya resta silenziosa. Il giorno successivo Ivan chiede a Katya di perdonarlo per la sua azione poco intelligente, ma lei ha già assicurato i suoi genitori che tutto quello che ha detto Ivan era vero.
Lo stesso giorno Ivan arriva con i fiori per il compleanno di Katya per scusarsi davanti alla sua famiglia. Lui, inaspettatamente per sé stesso, si unisce agli ospiti e alla famiglia di Kuznetsov. La conversazione tra gli ospiti si rivolge all’argomento del mondo contemporaneo e dei giovani. Katya condivide ciò che le interessa nella vita e quella confessione la fa sentire imbarazzata. La ragazza esce fuori di casa. Ivan la insegue e la trova non lontano dalla casa. E qui Katya chiede a Ivan di lasciarla da sola. Lei non vuole vederlo più. Sulla strada per la casa, Ivan incontra il suo amico Bazin, che non ha dei vestiti apposta per l’inverno. Non pensandoci troppo, Ivan gli dà il suo cappotto e gli dice di sognare di qualcosa di più grandioso dei vestiti invernali. Ivan arriva al cortile, si ferma e vede la smobilitazione "afgana" che torna dal servizio con la faccia bruciata e premi militari. Tra poco Ivan stesso presterà il servizio militare.

## Produzione
Nel 1982, il racconto di Karen Shakhnazarov Kur'er fu pubblicata sulla rivista più popolare tra i giovani, «Yunost» ('gioventù'). La pubblicazione suscitò scalpore tra i lettori e l'autore iniziò a ricevere lettere da giovani che si identificavano con Ivan. Tra i fan dell'opera c'era il giovane regista Andrei Eshpai, che contattò l'autore e chiese il permesso di girare un film basato sulla storia. L'autore non rifiutò, ma lo studio cinematografico «Gorky» ritenne che il protagonista fosse "non socialista" e non gli fu dato il via libera per le riprese. Tuttavia, Shakhnazarov ricevé presto una telefonata da Mosfil'm che gli propose di realizzare un film basato sul suo racconto. Sebbene al consiglio artistico non piacesse ancora la sceneggiatura, c'erano stati dei cambiamenti nel paese e fu necessario un nuovo eroe.
Molti giovani attori fecero un'audizione per i ruoli principali. La figlia del cameraman Nikolaj Nemoljaev, Anastasija Nemolyaeva, aiutò durante le audizioni distribuendo le sceneggiature agli candidati per il ruolo di Ivan. Lei stessa fu approvata per il ruolo di Katya e presto invitò il suo ex compagno di classe Fёdor Dunaevskij all'audizione.
A nessuno, tranne il regista, piacque Dunaevskij durante il casting e il comitato artistico lo ritenne inadatto al ruolo. Tuttavia il regista lo scelse come protagonista e cercò di rendere il suo personaggio quanto più "strano" possibile facendogli indossare cappelli di paglia e parlare in un modo strano. Dunaevskij, in risposta, rielaborò le battute del protagonista indicando al regista gli errori di linguaggio della sceneggiatura e notando che gli adolescenti del momento non parlavano così.
Poiché le riprese del film furono condotte in un periodo di difficoltà economiche, per il personaggio di Katya Kuznetsova la troupe cinematografica ebbe difficoltà con la selezione di capi di abbigliamento alla moda. Di conseguenza, l'attrice Anastasija Nemolyaeva usò i suoi vestiti e quelli della moglie del regista.

## Colonna sonora

### Canzoni
- Roditelskiy dom - Lev Leshchenko
- Trava u doma - gruppo Zemlyane (dall'album Derzhis' Krepche, Synok)
- Lëd - gruppo Mashina Vremeni (dall'album Reki i mosty)
- 212-85-06 - gruppo Aquarium (dall'album Deti Dekabrija)
- Solovey - romanza su musica di Alyabyev, testi di Del'vig
- Always Somewhere - Scorpions (dall'album Lovedrive)

### Brani strumentali
- Kur'er - Ėduard Artem'ev
- Rockit - B.T. & The City Slickers
- Kostër - Mashina Vremeni
- Say You'll Never - Lian Ross
- Concerto per pianoforte e orchestra n. 1 in re minore, 1 movimento - Johannes Brahms
- Adagio sostenuto dalla Sonata per pianoforte n. 14 in do diesis minore op. 27 n. 2 (" Sonata al chiaro di luna") - Beethoven
- Shannon's Eyes - Giorgio Moroder e Paul Engemann
- Somebody - Bobby Orlando

## Riconoscimenti
- 1987 - Miglior film dell'anno secondo un sondaggio della rivista "Soviet Screen"
- 1987 - uno dei film più visti in URSS (6º posto - 31,9 milioni di spettatori)
- 1987 - Premio FIPRESCI e Premio Speciale della giuria, Festival Internazionale del Film di Mosca
- 1988 - Premio di Stato della RSFSR intitolato ai fratelli Vasiliev